# Helene Gjerris
Helene Gjerris (født 10. april 1968) er en dansk operasanger. Helene Gjerris, der har været med til at stifte FIGURA Ensemble, er en dansk mezzosopran uddannet fra Det Kongelige Danske Musikkonservatorium og École Philippe Gaulier i London.

## Karrieren som operasanger
Helene Gjerris debuterede officielt fra Det Kongelige Danske Musikkonservatoriums solistklasse i 1997, men hun begyndte allerede sin professionelle karriere som sanger i vokalensemblet Ars Nova i 1987. I 1992 var hun en del af etableringen FIGURA Ensemble, som har opført ny kompositionsmusik, udviklet musikdramatiske udtryksformer og koncertformer. FIGURA Ensemble har indspillet cd’er og samarbejdet med en lang række af danske og internationale kunstnere. På barokscenerne rundt om i Europa har Helene Gjerris optrådt i operaer af Cavalli, Händel og Monteverdi, og på de skrå brædder ved Den Jyske Opera, Aarhus Sommeropera og Den Ny Opera har hun blandt andet sunget klassiske operapartier som Cherubino i "Figaros Bryllup" og Maddalena i "Rigoletto". Helene Gjerris er blevet rost for sine fortolkninger af hovedrollerne i Bizets "Carmen" og Rossinis "Askepot". Hun har derudover optrådt som solist med alle de danske symfoniorkestre både med oratorie- og koncert-repertoire.

## Undervisning og forskning
I 2007 supplerede Helene Gjerris sin uddannelse med en masteruddannelse i elitesangpædagogik fra Det Kongelige Danske Musikkonservatorium i 2007. Foruden sit virke som operasanger har hun siden 2003 og 2004 været tilknyttet henholdsvis Syddansk Musikkonservatorium og Det Kongelige Danske Musikkonservatorium som underviser, først som timelærer, siden som adjunkt og lektor og senest som professor og faggruppeleder. I 2010-2016 var Helene Gjerris professor mso ved Syddansk Musikkonservatorium. I 2016 tiltrådte Helene Gjerris som professor ved Det Kongelige Danske Musikkonservatorium. Helene Gjerris har i 2018 modtaget en bevilling fra Kulturministeriet til et treårigt kunstnerisk forskningsprojekt, der skal undersøge og belyse musikalsk tekstarbejde.

## Priser
Helene Gjerris har modtaget en række priser og legater igennem sit virke, bl.a. Aksel Schiøtz Prisen, Dansk Komponist Forenings Musikerpris, Dansk Tonekunstner Forenings hæderspris, Gladsaxe Musikpris (1999), Julie Friisholms mindelegat, Komponistforeningens Kunstnerpris, Musikanmelderringens Kunstnerpris, Reumert Talentprisen og Tagea Brandts Rejselegat (2006).